# Liste von Leuchttürmen in Deutschland
Die Liste von Leuchttürmen in Deutschland ist regional aufgeteilt. Die aktiven Leuchttürme an den deutschen Küsten werden von den Wasserstraßen- und Schifffahrtsämtern unterhalten und betrieben.

## Liste
- Liste von Leuchttürmen der deutschen Nordsee
  - Liste von Leuchtfeuern an der Unterelbe
  - Liste der Leuchtfeuer an der Außen- und Unterweser
- Liste von Leuchttürmen der deutschen Ostsee
- Liste von Leuchttürmen deutscher Binnengewässer